# 庫日耶爾湖
56°15.339′N 48°32.397′E / 56.255650°N 48.539950°E
庫日耶爾湖（俄语：Кужъер），是俄羅斯的湖泊，位於該國西部，由馬里埃爾共和國負責管轄，長1.35公里、寬0.21公里，面積0.139平方公里，海拔高度108米，最大水深26.5米。